# AskoziaPBX
AskoziaPBX ist eine mittlerweile proprietäre Firmware für Telefonanlagen. Es ist eine Abspaltung des m0n0wall-Projekts und verwendet die Software Asterisk private branch exchange (PBX), um Telefonanlagenfunktionalität umzusetzen.
Ursprünglich unter einer eingeschränkten BSD-Lizenz veröffentlicht, wird AskoziaPBX ab Version 2.1 nur noch unter einer kommerziellen Lizenz herausgegeben. Darüber hinaus wird allerdings eine „Diät“-Version für Testzwecke angeboten. Diese hat volle Funktionalität, ist allerdings auf 30 Tage beschränkt.

## Geschichte
AskoziaPBX wurde 2007 von Michael Iedema als Proof-of-Concept-Projekt an der Ostfalia Hochschule
in Wolfenbüttel begonnen.
Ziel des Projekts war es, die Realisierbarkeit einer eingebetteten Telefonanlagen-Firmware auf Basis von Open-Source-Software zu zeigen, die ein hohes Maß an Benutzerfreundlichkeit bietet.
Seit 2011 wird AskoziaPBX von Benjamin-Nicola Lüken und Sebastian Kaiser weiterentwickelt.
Askozia wurde im August 2017 von 3CX übernommen. Mit der Übernahme wurde der Vertrieb der AskoziaPBX mit sofortiger Wirkung eingestellt. Lizenzinhabern wurde eine kostenlose 3CX-Lizenz angeboten, um einen dauerhaften Weiterbetrieb der Telefonanlage zu ermöglichen.

## Hauptfunktionalität
AskoziaPBX wird über eine webbasierte Benutzerschnittstelle konfiguriert. Sie erlaubt die Konfiguration und Vernetzung von Analog, ISDN und VoIP-Telefonen. Telefonanlagenmerkmale wie Voicemail, Telefonkonferenzen, Parken, Weiterleitung, Fax2Mail und Text-to-Speech werden unterstützt. Weitere Funktionalitäten können durch Asterisk Applications oder den Call Flow Editor hinzugefügt werden. Der Call Flow Editor ist ein zusätzliches Software-Modul für AskoziaPBX, das es dem Benutzer ermöglicht, komplexe Szenarios wie beispielsweise Telefonwarteschleifen und Sprachdialogsysteme zu erstellen.
AskoziaPBX läuft auf Systemen ab 200 MHz und 64 MB RAM.

## Internationalisierung
Die Firmware und das Projekt sind internationalisiert. Die Konfigurationsoberfläche, Sprachansagen und Benachrichtigungen wurden in viele Sprachen übersetzt. Englisch, Deutsch, Italienisch, Spanisch, Französisch und Niederländisch sind die vollständigsten; mit weniger vollständigen Übersetzungen auch Chinesisch, Japanisch,
Polnisch, Dänisch und Schwedisch.
AskoziaPBX wird in über 175 Ländern verwendet.